# Чремошник, Ирма
Ирма Чремошник (словен. Irma Čremošnik; 12 января 1916 — 29 июня 1990) — югославский словенский археолог и филолог, известная благодаря проведению раскопок древнеримских поселений на территории Боснии и Герцеговины.

## Биография
Родилась в городе Арад (нынешняя Румыния) в семье словенского историка Грегора Чремошника. Выросла в Сараево, где её отец работал в Национальном музее Боснии и Герцеговины. Окончила школу и гимназию в Сараево, позже переехала в Македонию, где её отец преподавал историю Средневековья на философском факультете Скопьевского университета. Поступила в этот университет, где изучала классическую филологию. После окончания университета преподавала в школе Тетово в 1940—1941 годах, в Скопье в 1941 году и в Нише в 1941—1942 годах.
Чремошник была куратором Белградского художественного музея в 1944—1947 годах, позже стала работать в Национальном музее Боснии и Герцеговины. На философском факультете Люблянского университета она изучала археологию, а в 1952 году получила там докторскую степень. Она проработала в Национальном музее вплоть до выхода на пенсию в 1976 году. Скончалась 29 июня 1990 года в Слано. Похоронена в Любляне.

## Научная деятельность
Чремошник руководила рядом археологических раскопок римских вилл и римских поселений на территории современной Боснии и Герцеговины — в частности, в деревне Вишичи (община Град Чаплина) и Паник (община Билеча). Участвовала в раскопках славянских поселений в Мушичах (община Вишеград) и Батковиче (община Биелина), которые признаны старейшими славянскими поселениями в Боснии и Герцеговине. Среди известных работ авторства доктора Чремошник — «Мозаики и настенная живопись римской эпохи» (Mozaici i zidno slikarstvo rimskog doba) 1984 года. Также она участвовала в редактировании и публикации работ своего отца.